# Courrier français (1948-1950)
Pour les articles homonymes, voir Courrier français.

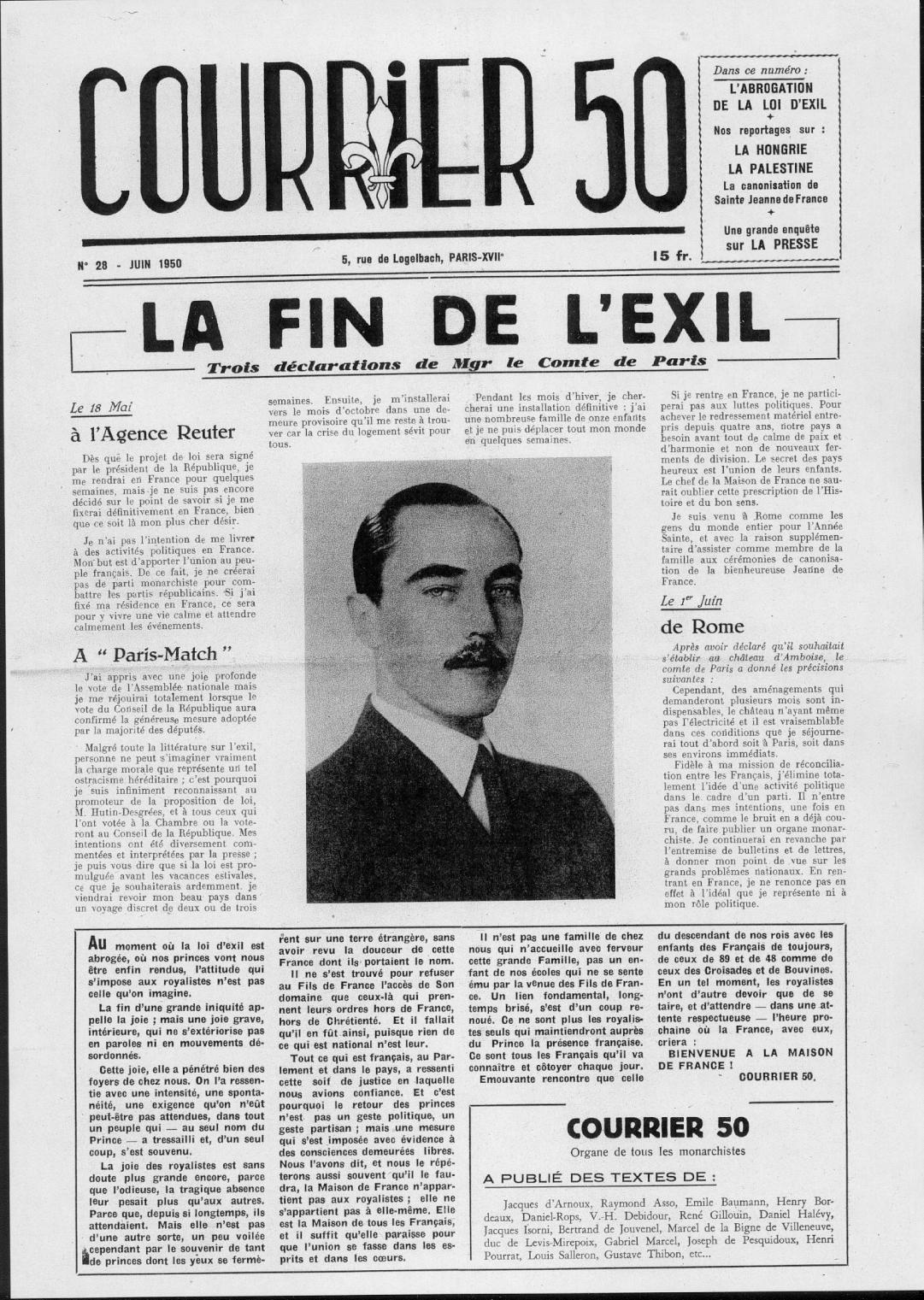
La une de Courrier 50 au retour d'exil du « comte de Paris » en juin 1950.

Le Courrier français (par la suite titré Courrier 48, Courrier 49, puis Courrier 50) est un mensuel royaliste français, publié entre mars 1948 et juin 1950 par les partisans du comte de Paris (1908-1999).
Cette publication fait suite au Courrier de la Mesnie (1945-1947). La Mesnie était une organisation de jeunes monarchistes réfractaires au STO constituée en juillet 1943 en zone nord. Après la Libération, elle lance son Courrier, outil pédagogique et instrument de propagande. Elle change de titre en janvier 1948.
Le Courrier français avait pour rédacteur en chef Maurice Colinon et comme principaux collaborateurs Jacques Baulmier, René Chissey, Victor-Henry Debidour, Michel de Saint Pierre, Maurice d’Olziac, Guy Coutant de Saisseval et François Chatel.
Il accueillit de manière plus occasionnelle des articles de Daniel-Rops, Gabriel Marcel, Marcel de La Bigne de Villeneuve, Henri Pourrat, Louis Salleron, Henry Bordeaux, René Gillouin, Jean-François Gravier, Daniel Halévy, Jacques Isorni, Bertrand de Jouvenel, le duc de Lévis-Mirepoix, Joseph de Pesquidoux, Gustave Thibon.